# Hjördis Wahlgren-Arnell
Hjördis Wahlgren-Arnell, född 31 december 1894 i Göteborg, död där 11 januari 1975, var en svensk målare och sångare.
Hon var dotter till bankkassören Axel Frithiof Eugen Wahlgren och Selma Catharina Apelman och från 1923 gift med överläkaren Per David Arnell. Hon utbildade sig ursprungligen till sångare för Marc Cahier och var anställd vid Kungliga teatern i Stockholm 1919–1921 och vid Stora Teatern i Göteborg 1921–1923. Under sin tid i Göteborg väcktes hennes konstintresse och hon studerade konst vid Slöjdföreningens skola och för Nils Nilsson vid Valands målarskola i Göteborg. Därefter bedrev hon studier för Knut Irwe och Gunnar Allvar på Konstnärshuset i Arild samt genom självstudier under resor till Italien, USA, Frankrike, Spanien och Bornholm. Separat ställde hon ut på Galerie Christinæ i Göteborg 1962 och hon medverkade i ett flertal grupp- och samlingsutställningar. Hennes konst består av figurer, stilleben, porträtt, landskapsbilder utförda i olja, pastell eller gouache.